# دورين إنجرامز
دورين انجرامز (1906 - 1997)، هي مستعربة مستشرقة بريطانية وتعد انجرامز من أبرز المدافعين عن القضايا العربية عامة وقضية فلسطين خاصة، كما ناصرت قضايا حقوق الإنسان ومكافحة التمييز العنصري في جنوب افريقيا، واهتمت بموضوع إيرلندا. وهي كريمة وزير من وزراء حكومة لويد جورج، وبدأت حياتها المهنية ممثلة مسرحية، إلى أن تزوجت هارولد إنجرامز الذي نقلها إلى عالم الدبلوماسية، حيث قضت عدة سنوات في حضر موت، وفي رحابها تولد عشقها للعرب ودفاعها عن قضاياهم، حيث عملت بعد عودتها إلى بريطانيا في القسم العربي بالإذاعة البريطانية، وأقامت علاقات وطيدة مع كتّاب ومفكرين وأدباء وفنانين عرب. وتركت الكاتبة عدة مؤلفات منها: «زمن في بلاد العرب» - «اوراق فلسيطينية» - «المرأة الناهضة في العراق»، إلا أن أبرز أعمالها مؤلف ضخم من 16 مجلداً يضم وثائق اليمن من 1789 إلى 1960م.

## من مؤلفاتها
- «أيامي في الجزيرة العربية» (1970) (A Time in Arabia)
- «اوراق فلسيطينية» 1972 (Palestine papers,1917-1922)
- «المرأة الناهضة في العراق» 1983 (The Awakened: Women in Iraq)

وكتب أخرى...